# فرنسيسكو سانشيز (لاعب كرة طائرة)
فرنسيسكو سانشيز (بالإسبانية: Francisco Sánchez Jover)‏ (24 أبريل 1960 في إسبانيا - ) هو لاعب كرة طائرة إسبانيا في مركز وسط ‏. شارك في الألعاب الأولمبية الصيفية 1992.

## وصلات خارجية
- فرنسيسكو سانشيز على موقع عالم الكرة الطائرة (الإنجليزية)
- فرنسيسكو سانشيز على موقع أوليمبيديا (الإنجليزية)